# La notte del papero vivente
La notte del papero vivente (The Night of the Living Duck) è un film del 1988 scritto e diretto da Greg Ford e Terry Lennon. È un cortometraggio d'animazione della serie Merrie Melodies, proiettato in anteprima al New York Film Festival il 23 settembre 1988 e uscito nei cinema statunitensi il giorno successivo come sequenza di apertura del film Daffy Duck's Quackbusters - Agenzia acchiappafantasmi, ottenendo un ottimo successo di critica. È l'ultimo cortometraggio a cui partecipò Mel Blanc. Come per il precedente Il paperesorcista (1987), la colonna sonora non fu creata appositamente ma ricavata (con il coordinamento di Hal Willner) da musiche d'archivio di corti precedenti composte da Carl Stalling e Milt Franklyn, fatta eccezione per la canzone "Monsters Lead Such Interesting Lives" scritta da Virg Dzurinko e Greg Ford.

## Trama
Daffy Duck, grande appassionato di horror e fantascienza, sta leggendo il numero 176 del fumetto Pelle d'oca. La storia finisce in un cliffhanger che coinvolge il mostro Smogzilla, e Daffy fruga nella sua libreria alla ricerca del numero successivo. Tuttavia, un orologio di Smogzilla gli cade in testa e lo fa svenire. Daffy sogna così di essere l'atto principale in un nightclub dove tutti i clienti sono dei classici mostri dei film. Fortunatamente, Daffy trova una bottiglia di "acqua di canto" che lo fa cantare come Mel Tormé, e dopo aver intonato "Monsters Lead Such Interesting Lives" viene adorato dal pubblico. Procede quindi a girare per la stanza salutando i clienti e facendo battute, le quali però non vengono apprezzate da Smogzilla, che mangia Daffy. A questo punto Daffy si sveglia e si ritrova bloccato in un cestino della spazzatura, insieme al fumetto che stava cercando, con Smogzilla in copertina. Daffy lo schernisce e lo Smogzilla sulla copertina prende vita, dicendo: "Che c'è da ridere, non sono forse affascinante?".

## Distribuzione

### Edizione italiana
Il corto fu distribuito in Italia autonomamente solo in televisione all'inizio degli anni 2000. Non fu però riutilizzato il doppiaggio già eseguito in occasione dell'uscita di Daffy Duck's Quackbusters, ma il corto fu ridoppiato dalla Time Out Cin.ca sotto la direzione di Massimo Giuliani su dialoghi di Raffaella Pepitoni. Come nel doppiaggio di Daffy Duck's Quackbusters fu cambiata la battuta finale, che in originale è invece "Ti aspettavi forse Calvin Coolidge?".

### Edizioni home video

#### Laserdisc
- Looney Tunes After Dark (2 marzo 1993)

#### DVD
In America del Nord il corto fu inserito nel secondo DVD-Video dell'edizione speciale di Space Jam (uscita il 28 ottobre 2003), e nel secondo disco della raccolta The Essential Daffy Duck (uscita il 1º novembre 2011).